# Canada Post
Dit overzicht is mogelijk incompleet; u kunt helpen door het uit te breiden.
Canada Post (officiële naam: Canada Post Corporation, Frans: Société canadienne des Postes of Postes Canada) is een Canadees postbedrijf. Het bedrijf werd opgericht in 1867 en heeft circa 72.000 werknemers, waardoor het een van de grootste werkgevers is van Canada.
Voor het machinaal lezen van adressen maakt Canada Post gebruik van de CPC Binary Barcode.